# Karl Gustaf Vinqvist
Karl-Gustaf Vingqvist (Tived, Laxå, Örebro, 15 d'octubre de 1883 – Lund, 19 de novembre de 1967) va ser un gimnasta suec que va competir a primers del segle xx.
El 1908 va prendre part en els Jocs Olímpics de Londres, on guanyà la medalla d'or en la prova del concurs complet per equips, com a membre de l'equip suec.